# Hasan Jusefi Afszar
Hasan Jusefi Afszar (pers. حسن یوسفی افشار) – irański zapaśnik w stylu klasycznym. Zajął 15. miejsce na mistrzostwach świata w 1991. Srebrny medal na igrzyskach azjatyckich w 1990. Zdobył złoty medal na mistrzostwach Azji w 1991 i srebrny w 1989 roku.